# Sítio Ramsar

Logotipo da Convenção de Ramsar.

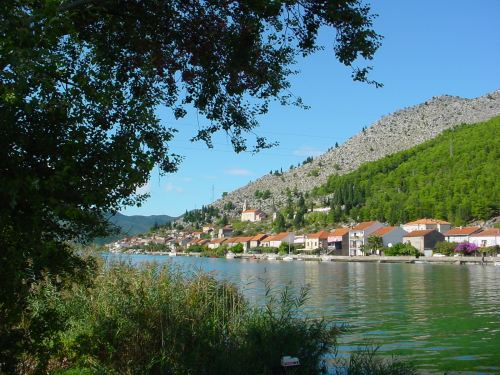
A Convenção de Ramsar visa a proteção das zonas húmidas e seus recursos.

Um sítio Ramsar é uma zona húmida classificada como local de importância ecológica internacional ao abrigo da Convenção sobre as Zonas Húmidas de Importância Internacional.
A Convenção sobre as Zonas Húmidas de Importância Internacional, conhecida como Convenção de Ramsar, é um tratado ambiental intergovernamental promovido em 1971 pela UNESCO, e que entrou em vigor em 1975. Permite a ação nacional e cooperação internacional em relação à conservação de zonas húmidas e ao uso sustentável dos seus recursos.
Os sítios Ramsar são zonas húmidas de importância internacional.
À data de 2016 existiam 2231 sítios Ramsar no mundo, cobrindo 214 936 005 ha, e 169 governos nacionais participantes no programa.

### Critérios para Sítios Ramsar[2]
Critérios para a Identificação de Zonas Úmidas de Importância Internacional
Critérios Grupo A: Tipos de zonas úmidas representativas, raras ou únicas
Critério 1: «contiver um exemplo representativo, raro ou exclusivo de um tipo de zona úmida natural ou quase natural encontrada dentro da região biogeográfica apropriada»

Grupo de Critérios B : Espécies e comunidades ecológicas
Critério 2: «espécies comunidades ecológicas vulneráveis, ameaçadas ou criticamente ameaçadas»
Critério 3: «populações de espécies vegetais e/ou animais importantes para a manutenção da diversidade biológica de uma determinada região biogeográfica»
Critério 4: «espécies plantas e/ou animais quando estão em um estágio crítico de seu ciclo biológico, ou oferece-lhes abrigo quando prevalecem condições adversas »

Critérios específicos baseados em aves aquáticas
Critério 5: «suportar uma população de 20.000 ou mais aves aquáticas»
Critério 6: «suportar 1% dos indivíduos de uma população de uma espécie ou subespécie de aves aquático»

Critérios específicos baseados em peixes
Critério 7: «conter uma proporção significativa de subespécies, espécies ou famílias de peixes indígenas, estágios do ciclo biológico, interações de espécies e/ou populações que são representativo dos benefícios e/ou valores das zonas húmidas e assim contribui caminho para a diversidade biológica do mundo»
Critério 8: «se for uma fonte de importante alimento para os peixes, é uma área de desova, uma área de desenvolvimento e crescimento e/ou uma rota migratória em que as unidades populacionais de peixes dentro ou fora da zona úmida»

Critérios específicos baseados em outros táxons
Critério 9: «se apoiar rotineiramente 1% dos indivíduos na população de uma espécie ou subespécie dependente de zonas húmidas que é uma espécie animal não aviária»

### Zonas Úmidas e os Objetivos de Desenvolvimento Sustentável (ODS)[3]
Em 2015 foi elaborado o 4º Plano Estratégico Ramsar 2016-2024 e foram estabelecidos 4 objetivos e e 19 metas linkando às zonas úmidas com os ODSs.
Objetivo 1: Abordar as causas de perda e degradação das zonas úmidas
Objetivo 2: Conservar e gerenciar os Sítios Ramsar em rede
Objetivo 3: Usar de forma sustentável todas as zonas úmidas
Objetivo 4: Melhorar a implementação dos Sítios Ramsar